# 格羅特加斯特巴德湖

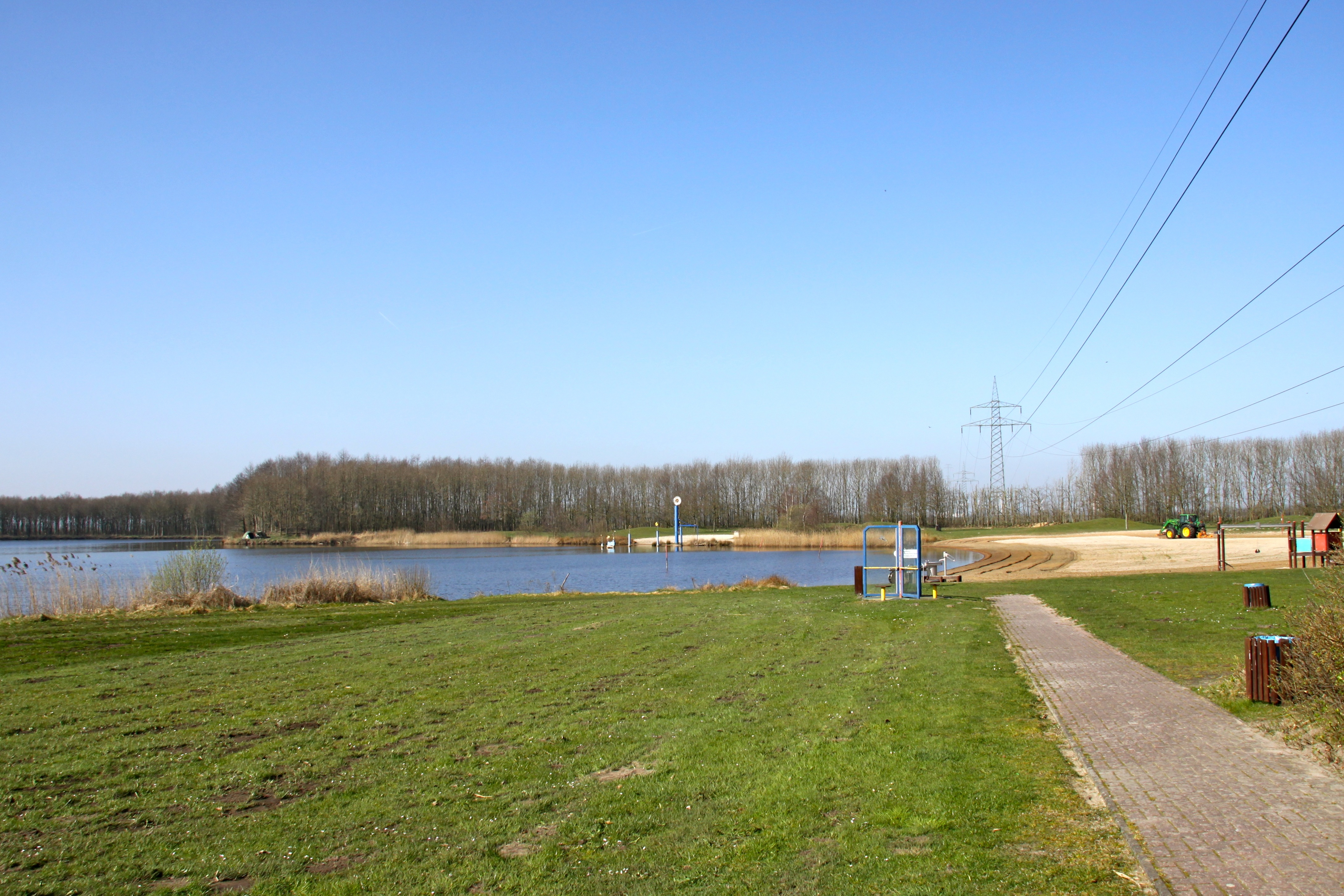

53°10′21″N 7°25′0″E / 53.17250°N 7.41667°E
格羅特加斯特巴德湖（德語：Badesee Grotegaste），是德國的湖泊，位於該國西北部，由下薩克森州負責管轄，處於西奧沃萊丁根，長0.4公里、寬0.4公里，面積0.07平方公里。